# Mei Sakuraga
Mei Sakuraga (さくらが めい, Sakuraga Mei)
est une dessinatrice de manga japonais. Spécialisée dans le genre yaoi, ses mangas paraissent dans le magazine Hana oto de l'éditeur Houbunsha.

## Mangas
- Asobi ja Nai no
- Junsui Yori mo Aimai na
- Kagakushitsu no Ouji
- Kare ja nai Kedo
- Kirai ja nai kedo

Tendre Voyou, vol. 3
- Koi ja nai kedo

Tendre Voyou, vol. 5
- Mitsugetsukei Honey
- Mujihi na Otoko

Tendre Voyou, vol. 6
- Nonfiction (SAKURAGA Mei)
- Sono Te ni wa Kanawanai
- Warui Koibito ja Dame?
- Warui Koto Bakkashite Gomennasai
- Warui Koto Shitai

Tendre Voyou, vol. 1
- Warui Yatsu Demo Ii

Tendre Voyou, vol. 4
- Waruiko Demo Ii?

Tendre Voyou, vol. 2
- Zenbu Ore no Mono!
- I Want To Be Naughty!

La série Tendre Voyou n'est toujours pas finie et pour le moment, le nombre de volumes total est encore inconnu.